# Alejandro Arribas
Alejandro Arribas Garrido (Madrid, 1 mei 1989) is een Spaans voetballer die doorgaans als centrale verdediger speelt. Hij verruilde Deportivo La Coruña in januari 2018 voor Pumas UNAM.

## Clubcarrière
Rayo Vallecano haalde Arribas in 2008 weg bij Rayo Majadahonda. In 2011 promoveerde hij met Rayo Vallecano naar de Primera División. Op 28 januari 2012 maaket hij zijn eerste doelpunt op het hoogste niveau, tegen Athletic Bilbao.

## Erelijst
| UEFA Europa League | 1x | 2014/15 |

1 Saldívar ·
2 Van Rankin ·
3 Arribas ·
4 Quintana ·
5 Mendoza ·
6 Escamilla ·
7 Cabrera ·
8 Barrera  ·
9 Guerrón ·
10 González ·
11 Alustiza ·
12 Magaña ·
14 Figueroa ·
15 Zamudio ·
16 Fuentes ·
17 Gallardo · 
18 García ·
19 Jáquez ·
20 Asprilla ·
21 González ·
22 Acosta ·
23 Díaz ·
24 J. Castillo ·
29 Calderón ·
30 N. Castillo ·
31 Torres ·
33 Formica ·
Coach: Patiño